# Svenja Caspers
Svenja Inga Verena Caspers (* 16. September 1982 in Krefeld) ist eine deutsche Medizinerin und Hochschullehrerin am Universitätsklinikum Düsseldorf der Heinrich-Heine-Universität Düsseldorf. Nach dem Jülicher Modell leitet sie als Direktorin dort das Institut für Anatomie sowie eine Arbeitsgruppe zu Konnektivität am Forschungszentrum Jülich, wo sie die unter anderem die Variabilität und Alterung des Gehirns sowie Einflussfaktoren auf das Gehirn erforscht.

## Leben und Wirken
Svenja Caspers legte 2001 ihr Abitur am Erasmus-von-Rotterdam-Gymnasium Viersen ab und studierte sodann Humanmedizin an der Universität Düsseldorf. Ihr Vater, der Urologe Hans-Peter Caspers, Ärztlicher Direktor der Paracelsus-Klinik Golzheim-Düsseldorf, ist ebenfalls Humanmediziner. 2003 nahm sie an der Fernuniversität in Hagen noch Studien der Betriebswirtschaftslehre und der Volkswirtschaftslehre auf. 2007 schloss Svenja Caspers ihr BWL-Studium als Diplom-Kauffrau und 2008 ihr VWL-Studium als Diplom-Volkswirtin ab. Ihr Medizinstudium schloss sie 2007 mit dem Staatsexamen ab und wurde zur Ärztin approbiert. 2008 wurde sie mit einer von Karl Zilles betreuten Arbeit zur Struktur der Hirnrinde des menschlichen Parietallappens von der Universität Düsseldorf summa cum laude zur Dr. med. promoviert. Im Anschluss arbeitete sie als Postdoc am Institut für Neurowissenschaften und Medizin am Forschungszentrum Jülich. 
2012 wurde sie von der Universität zu Köln mit einer Arbeit zur Neurobiologie des Entscheidungsverhaltens bei Führungskräften mit magna cum laude auch zur Dr. rer. pol. promoviert. In der Folge wurde sie am Forschungszentrum Jülich Teamleiterin. Dort war sie tätig, bis sie 2015 einen Ruf der Universität Düsseldorf auf eine W2-Professur annahm und Leiterin der Arbeitsgruppe „Konnektivität im menschlichen Gehirn“ wurde. 2018 wechselte sie innerhalb der Universität Düsseldorf den Lehrstuhl und hat seitdem einen Lehrstuhl für Anatomie inne. Zudem ist sie Direktorin des Instituts für Anatomie I und seit November 2020 auch Prodekanin für Lehre und Studienqualität der Medizinischen Fakultät der Universität Düsseldorf. Sie ist unter anderem Mitglied der Deutschen Akademie der Naturforscher Leopoldina und Mitglied der Deutschen Akademie der Technikwissenschaften.

## Forschungsschwerpunkte
Caspers Forschungsschwerpunkte liegen in den systemischen Neurowissenschaften, der Alterung des Gehirns, der interindividuellen Variabilität der Gehirnarchitektur und der Konnektivität. Dabei erforscht sie vor allem die Variabilität des Gehirns zwischen Personen, insbesondere im Alterungsprozess, und darauf einwirkende Einflussfaktoren wie Genetik, Lebensstil und Umweltfaktoren. Das Hauptaugenmerk liegt dabei darauf, wie sich die Architektur der Gehirnnetzwerke im Laufe des Lebens verändert.